# Stargunner
Stargunner è un videogioco sparatutto a scorrimento orizzontale, prodotto e sviluppato da Apogee Software nel 1996.
A differenza di altri titoli Apogee, Stargunner utilizza grafica pre-renderizzata, alla stregua di Donkey Kong Country e Killer Instinct. Diviso in quattro episodi, dei quali il primo shareware e altri tre a pagamento, il 22 giugno del 2005 è stato pubblicato come freeware.

## Trama
Amdara è un pianeta pacifico, che viene conquistato con l'inganno da una razza proveniente da Barak. L'ultima speranza per la liberazione dalla loro morsa è riposta in una piccola flotta di piloti, chiamati StarGunner, creata per attaccare a sorpresa le tre fortezze nemiche. Nel sito ufficiale del gioco, la trama è leggermente diversa: i nemici sono gli Zilion, e Ytima è un pianeta che sta per essere attaccato.

## Modalità di gioco
Nel gioco si controlla una astronave, mentre lo schermo scorre verso destra; i nemici, fissi o mobili, singoli o a flotte, possono attaccare dalle quattro direzioni cardinali. I nemici uccisi lasciano sia power-up, sia dei crediti spendibili, per ulteriori potenziamenti, alla fine di ogni livello.

### Power-up nei livelli
- Credit Crystals - crediti singoli per acquistare ulteriori power-up.
- Weapon Upgrades - miglioramenti dell'arma
- Credit/Mega Credit - crediti per acquistare ulteriori power-up.
- Invincibility - invincibilità temporanea.
- Extra Life - vita extra.
- Nuke - uccide tutti i nemici che appaiono sullo schermo.
- Shield - ripristinano la vita.

### Power-up acquistabili
Esistono quattro tipi di possibili migliorie:
- Engines - influiscono sia sulla velocità (orizzontale o verticale) dell'astronave, che nell'accelerazione.
- Weapons - varie tipologie di armi, con potenza, raggio e rapidità variabili.
- Satellites - droni che aiutano l'astronave, proteggendola e distruggendo i nemici a contatto.
- Other Utilities - vite aggiuntive, smart bomb, ecc.

### Episodi
Ogni episodio del gioco ha un tema differente, e alla fine di esso occorre affrontare un boss.
- Scout Mission - l'unico composto da sei livelli, è un mix dei temi degli altri episodi.
- Stellar Attack - ambientato nello spazio intorno al pianeta nemico.
- Terran Assault - ambientato sulla superficie del pianeta.
- Aquatic Combat - ambientato sott'acqua.

## Colonna sonora
Le musiche del gioco, composte da Lee Jackson, sono presenti anche come tracce musicali nel CD-ROM; è possibile scaricarle come MP3 nel sito della 3D Realms.